# DO!すぽ
『DO!すぽ』（ドゥー すぽ）は、2010年（平成22年）4月10日から2015年（平成27年）3月21日までテレビ西日本が放送していた総合型スポーツニュース番組。

## 概要
この番組が始まるまでのTNCは、福岡ソフトバンクホークスの情報番組として月曜から金曜まで放送の5分間の帯番組『とべとべHawks』を長く放送し、サッカーについては単発で試合中継を行うといった対応を取ってきたが、TNCも週1回の総合型スポーツ番組の編成に方針を転換。『とべとべHawks』を2010年3月に終わらせ、対象とするスポーツを拡大して番組開始に踏み切った。『とべとべHawks』最後の出演者が合流したほか、この分野の“新顔”も加わった。
2014年4月5日の放送から、タイトルロゴを福岡出身の漫画家・うえやまとちがデザインし、テーマ曲等も更新された。また、同じ年にはその前身番組である『とべとべHawks』が、番組内のコーナー『とべとべHAWKSinDO!すぽ』として復活した。
2015年3月21日をもって放送終了。後枠では関西テレビ制作の『雨上がり食楽部』を放送することになり、この枠でのTNC制作番組は一旦終了することとなった。

## 放送時間
- 土曜 17:00 - 17:30 （2010年4月10日 - 2013年3月30日）
- 土曜 18:30 - 19:00 （2013年4月13日 - 2015年3月21日）

## 出演者

### MC
- 新垣泉子（兼リポーター、TNCアナウンサー）
開始当初から出演。DRAGON GATEプロレスの大ファンである。取材に出る場合には他のリポーターのアシストで付いていくか、別のスポーツを担当する。
- 池田親興（兼ご意見番、TNCプロ野球解説者）
後述の大谷降板後はMCも務めるようになった。
- 坂梨公俊（兼リポーター、TNCアナウンサー）
2013年4月から出演。

### ご意見番・ゲスト
主にFNS系列局の野球解説者を中心にして不定期に登場する。ここでは池田以外を取り上げる。
- 黒木知宏
- 田尾安志
- 高木豊
新垣の大学の先輩でもある。
- 達川光男（出演当時フジテレビ・テレビ新広島野球解説者。2017年は福岡ソフトバンクホークス一軍ヘッドコーチ）
- 具志堅用高
- 鶴久政治（元チェッカーズ）
- ますだおかだ
ともに熱心なNPBファンとして知られており、増田英彦は阪神ファン、『競馬BEAT』東海テレビMCの岡田圭右はオリックスファンである。出演するのはその時に手が空いているほうのみとなる。

### 過去
- 坂那あゆ（ホークス情報担当）
新垣がスタジオにいない回ではスタジオ進行を担当したこともある。
- 四位知加子（TNCアナウンサー）
新人研修として1回だけ出たことがあったが、これがデビューとなった。
- 大谷真宏（進行、TNCアナウンサー）
『土曜NEWSファイル CUBE』への異動により、2011年いっぱいの放送をもって降板。
- 牧尾結衣（進行キャスター兼リポーター、TNCアナウンサー）
坂那との入れ替わりで2011年度から参加し、3年ぶりにスポーツの現場に立った。学生時代からの筋金入りのホークスファンのため、坂那が担当していたホークス情報を中心に担当していたが、配置転換のために2012年2月4日放送分をもって降板。

## 他番組とのコラボレーション企画
2011年11月19日放送分では、東海テレビの中日ドラゴンズ応援番組『pluspo』とのコラボレーションで、同番組に出演している峰竜太、杉山愛、谷沢健一、清水亜里沙の4人が生出演した。ただし、本番組の放送時間は当時17:00から17:30までだったが、東海テレビの『pluspo』は17:26に終了していた。